# Jamal Othman
Jamal Aziz Othman (Worb, 13 augustus 1986) is een voormalige Zwitserse kunstschaatser. Othman was actief als solist. Hij was aangsloten bij Schlittschuh Club Bern. Hij werd gecoacht door Jacqueline Kiefer en werkte met Michèle Colberg als choreograaf. Zijn vader komt uit Maleisië en zijn moeder komt uit Zwitserland. Hij heeft drie broers, Azman (* 1973), Harris (* 1976) en Rahim (* 1984). Na het seizoen 2009/2010 maakte hij bekend dat hij stopte met topsport. Hierna ging hij in Maleisië wonen.

## Persoonlijke records
| records             | punten | datum      | toernooi |
| ------------------- | ------ | ---------- | -------- |
| Hoogste totaalscore | 182.14 | 22-01-2007 | EK 2007  |
| Hoogste korte kür   | 63.71  | 21-02-2007 | WK 2007  |
| Hoogste lange kür   | 121.29 | 22-01-2009 | EK 2009  |

## Belangrijke resultaten
| Kampioenschap           | 98/99 | 99/00 | 00/01 | 01/02  | 02/03 | 03/04 | 04/05  | 05/06  | 06/07  | 07/08 | 08/09 | 09/10  |
| ----------------------- | ----- | ----- | ----- | ------ | ----- | ----- | ------ | ------ | ------ | ----- | ----- | ------ |
| Olympische Spelen       |       |       |       |        |       |       |        | 27e    |        |       |       |        |
| Wereldkampioenschap     |       |       |       |        |       |       | 21e    | 28e    | 18e    | 22e   | 26e   | 22e    |
| Europees Kampioenschap  |       |       |       |        |       |       | 11e    | 21e    | 8e     |       | 12e   |        |
| Nationaal Kampioenschap |       |       |       | Zilver |       | Brons | Zilver | Zilver | Zilver | Brons | Goud  | Zilver |
| WK junioren             |       |       | 31e   | 18e    | 39e   | 20e   |        |        |        |       |       |        |
| NK Junioren             | (N)   | Goud  | Goud  |        |       |       |        |        |        |       |       |        |

(N) = als novice 